# Sport en Russie
 (février 2011).
 (juin 2017).
Le sport en Russie est marqué par le nombre de médailles reçues sous l'URSS, où sur 18 participations aux Jeux olympiques, elle a été classée 14 fois première. C'était une puissance dominante aux Jeux olympiques de son époque. 
Depuis les Jeux olympiques d'Helsinki en 1952, les athlètes soviétiques puis russes n'ont jamais été inférieurs à la 3e place dans le monde, et jamais en dessous de la 2e place pour les Jeux les plus récents, au nombre de médailles d'or recueillies lors des Jeux olympiques d'été. La Russie a terminé dans le top cinq à chaque jeu paralympique d'hiver depuis 1994, et grimpe continuellement dans les classements aux Jeux paralympiques d'été.

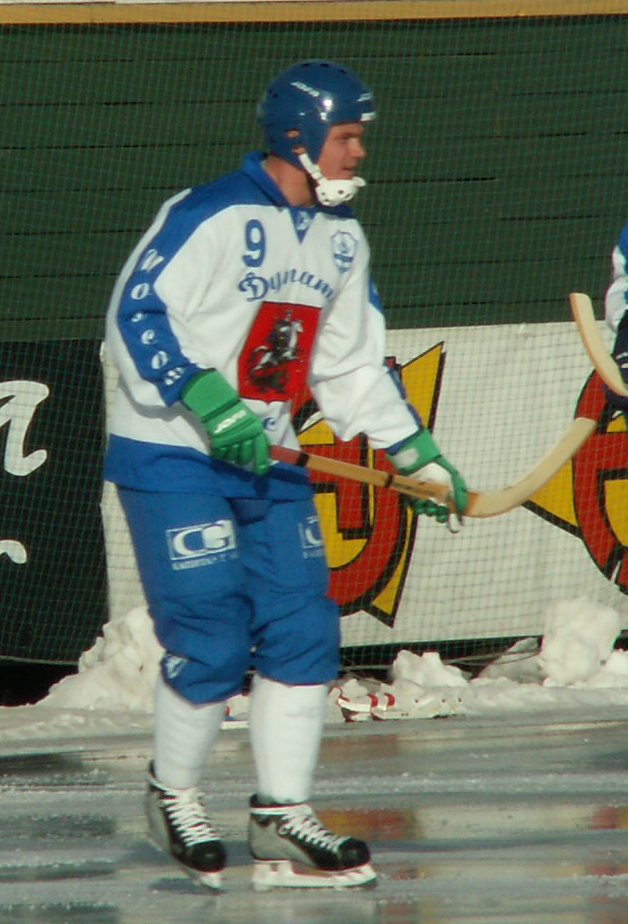
Joueur de bandy russe

Les sports les plus joués sont le hockey sur glace, le basket-ball et le football. Les autres sports largement joués en Russie comprennent le bandy, le handball, l'haltérophilie, la gymnastique, la boxe, la lutte, les arts martiaux, le volley-ball, le rugby et le ski.
Tout comme l'Union soviétique, la Russie a toujours été particulièrement performante en basket-ball et a remporté de nombreux tournois olympiques, championnats du monde et championnats d'Europe. Plusieurs joueurs russes ont joué en  NBA : Andrei Kirilenko (Utah Jazz), Timofeï Mozgov (New York Knicks, Cleveland Cavaliers), Viktor Khryapa, Sergueï Monya. Ces deux joueurs sont considérés comme faisant partie des meilleurs joueurs mondiaux. En 2007, la Russie a battu l'Espagne, équipe détentrice du titre en finale des Championnats d'Europe. Certains clubs russes de basket-ball comme le CSKA Moscou (champion de l'Euroligue en 2006 et 2008) ont remporté de grands succès dans les compétitions européennes comme l'Euroligue et l'Eurocoupe.
Un autre sport populaire en Russie c'est le hockey sur glace, la compétition de hockey en Russie se nomme KHL qui a remplacé la Superliga russe. Le niveau de jeu de cette ligue est communément considéré comme le meilleur en Europe, et le deuxième au monde, derrière la Ligue nationale de hockey.
Actuellement, la Russie est la troisième plus grande nation de sport, selon une étude réalisée chaque année par différents magazines.

## Histoire du sport en Russie

### Introduction de la gymnastique dans l'Empire Russe
L'Association Chrétienne Internationale de la Jeunesse (ACIJ) a joué un rôle important dans la vulgarisation du sport et de la culture physique - sous ses auspices, l'institut de coaching sportif se développe, des installations sportives sont construites; les activités de l'Association ont conduit à l'invention du volleyball et du basketball. En Russie, l'un des dirigeants de l’ACIJ a fondé la Mayak Society for Aider, le développement spirituel, moral et physique des jeunes, qui a existé jusqu'à la Révolution d'octobre. Une autre organisation populaire de culture physique et de sport en Russie était la Société Bogatyr d'éducation corporelle; en 1914, il y avait déjà 360 de ces organisations dans le pays.
En Russie, au début du 20e siècle, les écoles de gymnastique tchèques, suédoises et allemandes étaient particulièrement populaires, ainsi que leur propre système d'éducation physique, développé par Peter Frantsevitch Lesgaft.

### Le sport à l'époque soviétique
À l’époque soviétique, les sports d’équipe ont été favorisés par rapport aux sports individuels qui étaient mal vus ou proscrits. Le sport devait participer à la formation du citoyen soviétique. C’était également un outil de propagande au service du discours sur l’avance de l’Union soviétique. Pendant la période soviétique, de nombreuses écoles de sport russes étaient en tête dans le monde, ce qui était prouvé par de nombreux records dans les compétitions sportives les plus prestigieuses telles que les Jeux Olympiques, les championnats du monde et d'Europe dans divers sports.

### L'époque post-soviétique
Les sports amateurs et professionnels en Russie sont développés et promus. De nombreux enfants russes fréquentent divers types de clubs sportifs. Des compétitions sportives de masse sont organisées, par exemple, "Croix des Nations" et "Ski Track of Russia".
Dans le même temps, dans la Russie post-soviétique, les sports professionnels et les sports de haut niveau sont devenus une industrie puissante avec d'importants investissements financiers de l'État et des sponsors dans des équipes sportives et des installations sportives clés, ainsi que dans des événements de classe mondiale. Un certain nombre d'équipes sportives professionnelles ont des budgets allant jusqu'à plusieurs dizaines, voire centaines de millions de roubles, elles achètent des joueurs nationaux et étrangers dans le cadre de contrats de plusieurs millions de dollars. Dans le pays ont été construits et sont en cours de construction des installations sportives d'une valeur pouvant atteindre plusieurs dizaines de milliards de roubles et des événements sportifs mondiaux se déroulent.
Après l’effondrement de l’URSS en 1991, la Russie a perdu du terrain dans certains sports professionnels dans lesquels elle occupait auparavant une position de leader. Depuis le début des années 2000, la Russie mène une politique de puissance dont font partie l'organisation et la participation à des compétitions sportives internationales. À plusieurs reprises, le président Vladimir Poutine a souligné l'importance du sport pour le prestige de la Russie :
- « Nous devons renforcer à plusieurs reprises notre présence éducative et culturelle dans le monde - et l'augmenter d'un ordre de grandeur dans les pays où une partie de la population parle russe ou comprend le russe. Nous devons discuter sérieusement de la manière d'utiliser au mieux nos grands événements internationaux pour une perception objective de la Russie - le sommet de l'APEC en 2012, les sommets du G20 en 2013 et du G7 de 2014, l'Universiade de Kazan en 2013, les Jeux Olympiques d’hiver 2014, les championnats du monde de hockey de 2016 et la Coupe du Monde de football de 2018. »
- « Permettez-moi de vous rappeler que la politique du «soft power» prévoit la promotion de ses intérêts et de ses approches en persuadant et en attirant la sympathie de son pays, sur la base de ses réalisations non seulement matérielles, mais aussi dans la culture spirituelle et dans la sphère intellectuelle. S'il faut l'admettre, l'image de la Russie à l'étranger n'est pas formée par nous, elle est donc souvent déformée et ne reflète ni la situation réelle de notre pays, ni sa contribution à la civilisation mondiale, à la science, à la culture, et par ailleurs la position de notre pays dans les affaires internationales  est considérée d’un point de vue en quelque sorte unilatéral. »

La Russie a développé une tradition d'empathie pour les participants aux compétitions sportives. Les sports d'équipe et individuels d'hiver et d'été comme le football, le hockey sur glace, le basketball, le volleyball, le hockey, le futsal, le beach soccer et autres sont les plus populaires parmi les fans. Dans la Russie post-soviétique, des clubs de supporters sont apparus dans les équipes, parmi lesquels il y a de fréquents affrontements et d'autres manifestations d'agression et de vandalisme pendant et après les matchs des équipes de football et de hockey.

## Réglementation des sports
La principale loi régissant le sport en Russie est la loi fédérale n ° 329-FZ sur la culture physique et le sport dans la fédération de Russie.
Selon cette loi, le sport est une sphère d'activité sociale et culturelle en tant qu'ensemble de sports, qui s'est développé sous la forme de compétitions et d'une pratique particulière pour préparer une personne à celles-ci. Un type d’activité fait partie du sport s’il est reconnu conforme aux exigences de la présente loi fédérale comme une sphère distincte de relations publiques, dont les règles sont approuvées de la manière établie par la présente loi fédérale, ainsi que son environnement d'entraînement, les équipements sportifs utilisés (à l'exclusion des équipements de protection) et les équipements.
Les sports et disciplines reconnus dans la fédération de Russie conformément à la procédure établie sont inscrits au registre panrusse des sports. La procédure de reconnaissance des sports, des disciplines sportives et leur inscription au Registre panrusse des sports, la procédure de maintien de celle-ci sont déterminées par le gouvernement de la fédération de Russie.
Le registre panrusse des sports en 2020 comprend 140 sports.
Après le changement de direction et le changement de nom du Goskomsport de Russie en Agence fédérale pour la culture physique et les sports, ainsi que dans le cadre de l'introduction ultérieure du Registre panrusse des sports (ARVS), il était nécessaire de répéter la procédure de reconnaissance des sports informatiques. 12 mars 2004 par ordre du chef du Comité national des sports de Russie Vyacheslav Fetisov.

### L’eSport
La Russie est devenue le premier pays au monde à reconnaître l'eSport comme sport officiel, le 25 juillet 2001 sur ordre du chef de l'époque du Comité national des sports de Russie Pavel Alekseevich Rozhkov.
En juillet 2006, l'e-sport a été exclu du registre panrusse des sports  en raison du fait qu'il ne remplissait pas les critères nécessaires pour figurer dans ce registre : développement dans plus de la moitié des entités constitutives de la fédération de Russie, présence d'une culture physique, et enregistrement en tant qu’association.
En 2016, par arrêté du ministère des Sports de la fédération de Russie du 29 avril 2016 N 470, le sport informatique (E-sport) a de nouveau été reconnu comme sport officiel dans la fédération de Russie et inscrit au registre panrusse des sports.

## Disciplines

### Arts martiaux
Les Russes sont présents parmi les meilleurs en MMA avec en particulier Fedor Emelianenko.

### Les sports traditionnels.
Le gorodki (en français « Petites villes »), inventé au XIXe siècle, consiste à lancer une batte (en bois) sur des cylindres en bois de 20 cm. Ces cylindres représentent une figure (étoile, fourche…). Tout d’abord, le ou les lanceurs doivent être à 13 m pour lancer la 1re batte (attention à la ligne de faute, sinon il y a une perte de points). Si le ou les lanceurs réussissent, ils doivent lancer leur batte à 6,5 m pour faire tomber leur figure. Pour gagner, il faut réussir à faire tomber les 15 figures le plus vite possible. Actuellement, ce sport se pratique toujours en Russie et les battes sont désormais fabriquées en métal.
Le bandy, inventé au XVIe siècle, est un sport traditionnel russe, quasi similaire au hockey sur glace. Les différences sont le nombre de joueurs et le terrain. Au bandy, il y a 11 joueurs et au hockey sur glace, il y a 6 joueurs. Le hockey sur glace se pratique sur une patinoire alors que le bandy se pratique se pratique sur un terrain de football gelé. Ils utilisent certaines règles du football (notamment en situation de hors-jeu).
Le lapta, inventé au XIXe siècle, est un sport quasi similaire au baseball. Il y a 2 équipes de 3 joueurs. Pour gagner, tous les joueurs doivent envoyer la balle dans la zone « ville ».
Le pekar est un sport traditionnel russe qui mélange l’escrime et le gorodki. Tout d’abord, 3 joueurs doivent lancer leurs bâtons sur le « pot ». Une fois touché, le « boulanger » le remet en place et doit le protéger contre les 3 joueurs. Tous les coups sont permis.